# Cairina moschata
L'anatra muta o anatra muschiata (Cairina moschata (Linnaeus, 1758)) è un uccello facente parte della famiglia degli Anatidi. È l'unica specie nota del genere Cairina.

## Descrizione
La specie presenta un dimorfismo sessuale piuttosto spinto: i maschi misurano in media 86 cm di lunghezza e pesano 5–6 kg, mentre le femmine in media 64 cm in lunghezza e pesano intorno ai 3 kg.
Le ghiandole dell'uropigio sono meno sviluppate rispetto alle altre anatre e il loro piumaggio di conseguenza è meno untuoso e più soggetto ad assorbire umidità, soprattutto le penne remiganti e timoniere.
Anche il piumino sottopiuma è meno spesso e fitto.
A differenza delle anatre comuni intorno all'occhio e sulle guance sono presenti, soprattutto nel maschio, abbondanti caruncole di colore variabile dal nero al rosso a formare una sorta di maschera.
Il becco si presenta di colore variabile, dal nero fino al rosato o anche rosso. Le zampe palmate, giallo-arancione oppure nere, presentano unghie uncinate piuttosto taglienti.
Il piumaggio è di un colore che varia dal nero tappezzato bianco 
al solo bianco.
Quando le anatre si agitano alzano una sorta di crestina di piume sulla testa. Le anatre mute, come le altre anatre, sono dotate di una coda che, a seconda dell'emozione stanno provando, la muovono più o meno intensamente.

## Biologia
L'anatra muta è un'ottima volatrice e tuttavia preferisce spostarsi lentamente sul terreno o sull'acqua. Spesso il maschio dell'anatra muta domestica, per via del suo peso, rispetto alle femmine vola più in basso e con più difficoltà.

### Alimentazione
Si ciba dei vegetali più disparati, incluse foglie d'albero anche fradicie, piccoli insetti, molluschi e vermi che caccia attivamente negli stagni, nelle paludi o fra la vegetazione disponibile. In cattività si ciba volentieri anche di cereali, legumi e granaglie.

### Riproduzione
In natura le anatre mute tendono ad essere monogame. Tuttavia in allevamento domestico è frequente per un solo maschio governare gruppi di 4-5 femmine. 
La femmina depone un numero variabile da 8 a 16 uova, in un nido composto da erba e piume, dopodiché inizia la cova, che dura per 5 settimane (35 giorni). Gli anatroccoli sono ricoperti da un piumino molto morbido di colore variabile dal giallo canarino al nero o anche pezzato, e sono abili al nuoto fin dai primi giorni di vita. Le madri spesso tendono a essere aggressive in difesa della nidiata e possono governare i piccoli anche dopo che questi ultimi hanno sfoggiato il piumaggio adulto. I maschi non ricoprono alcun ruolo nella cova e nella crescita dei piccoli.

## Voce
L'appellativo popolare di "anatra muta" è comprensibile soltanto se si pensa che le sole anatre conosciute in Europa prima della sua diffusione erano esclusivamente le anatre discendenti dal germano reale. L'anatra muta deve il suo nome al fatto che, appunto, i suoi versi consistono in una specie di soffio, questo fenomeno si riscontra principalmente nel maschio, mentre la femmina generalmente emette dei lievi versi, tranne quando si ritrova in situazioni che la agitano (es. per spaventare disturbatori durante la cova). L'anatra cosiddetta muta all'orecchio dei primi osservatori può davvero essere sembrata appunto muta, nonostante essa produca una ricca gamma di segnali vocali a bassa intensità sonora alternati a sibili simili ad espirazioni.
La coda agitata in modi diversi aggiunge ulteriori segnali espressivi circa lo stato d'animo dell'animale. Il maschio emette delle espirazioni gutturali; all'occasione la femmina, altrimenti piuttosto sommessa nelle sue emissioni vocali, produce dei suoni simili a dei brevissimi fischi destinati al richiamo degli anatroccoli o ad avvertire della propria irritazione. Tuttavia, quando spaventata improvvisamente la femmina produce un suono molto simile a quello della sua omologa europea nello stesso stato di allarme (una specie di qua-qua).

## Distribuzione e habitat
L'areale originario è il continente sudamericano, dal Paraguay fino alle Guiane. Attualmente si segnalano sporadicamente popolazioni ferali derivate da anatre domestiche rinselvatichite, in Florida e altrove. Raggiunsero l'Europa nel XVI secolo a seguito della scoperta del continente americano e in Italia, sebbene la razza sia minacciata, è possibile ritrovarla nelle regioni settentrionali.
L'anatra muta come tutte le anatre è fortemente attratta dall'acqua e adattata ad un habitat umido e per ragioni metaboliche come tutte le anatre è dipendente da un'elevata disponibilità di acqua da bere; ciò nonostante si adatta abbastanza bene all'assenza di pozze e stagni.

## Utilizzo in omeopatia
Dall'anatra muschiata si ricava l'Anas Barbariae Hepatis et Cordis Extractum (estratto da fegato e cuore dell'animale), sostanza utilizzata come principio attivo nella formulazione dell'Oscillococcinum e dell'Anas Coccinum, discussi rimedi omeopatici che si sosteneva potessero prevenire o curare l'influenza.

## Galleria d'immagini

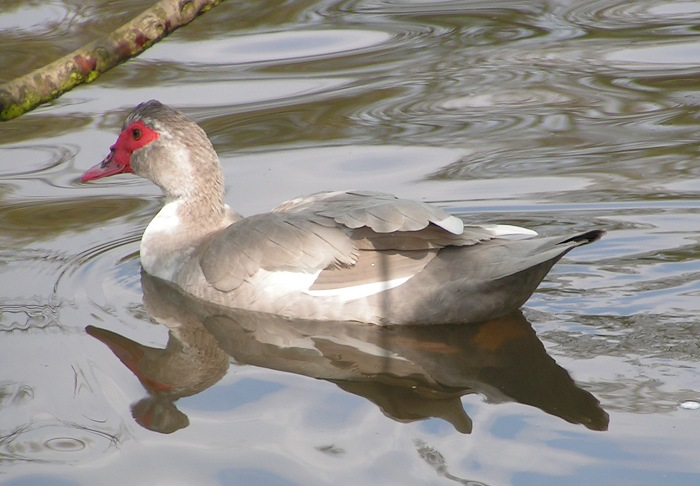
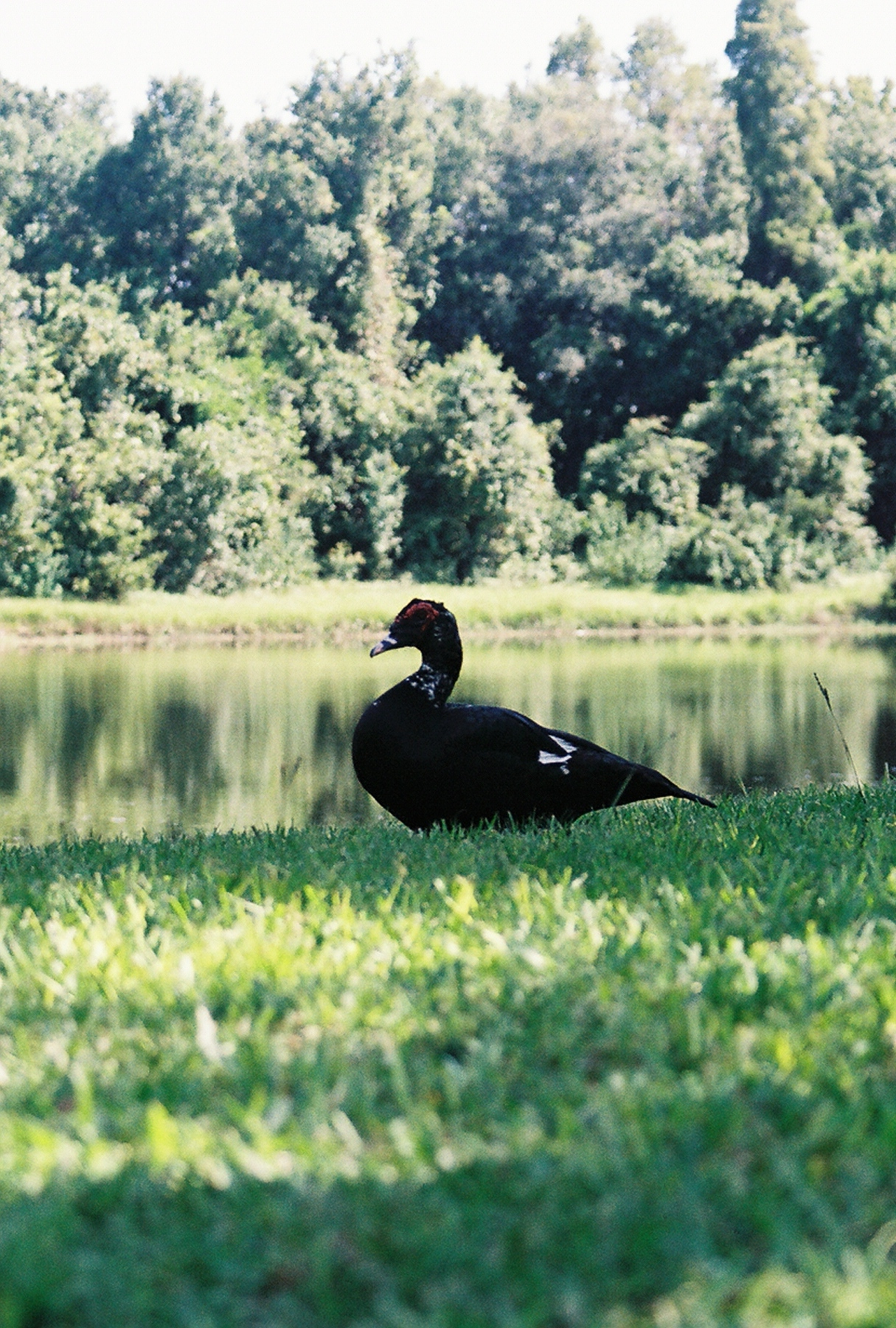
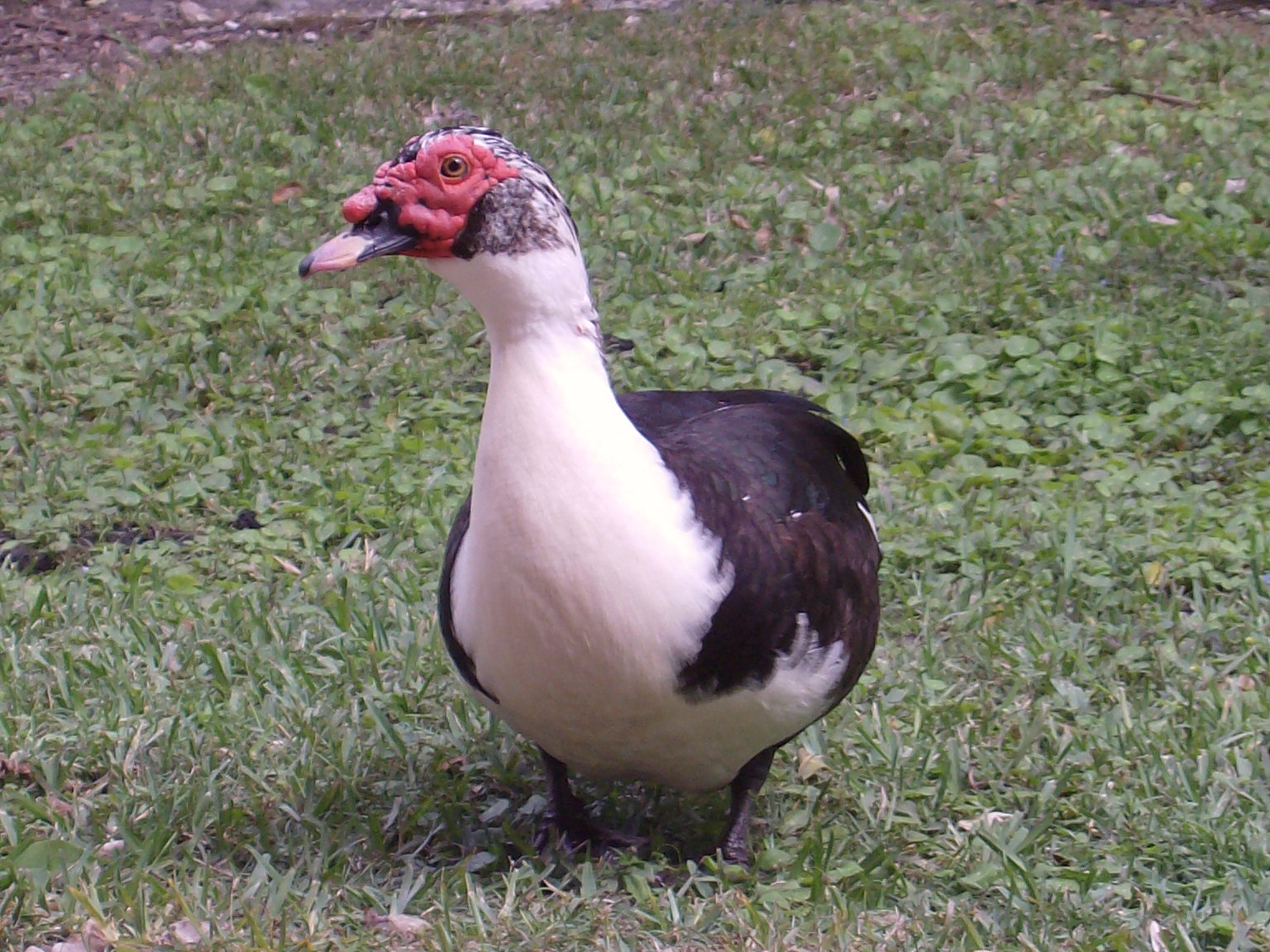
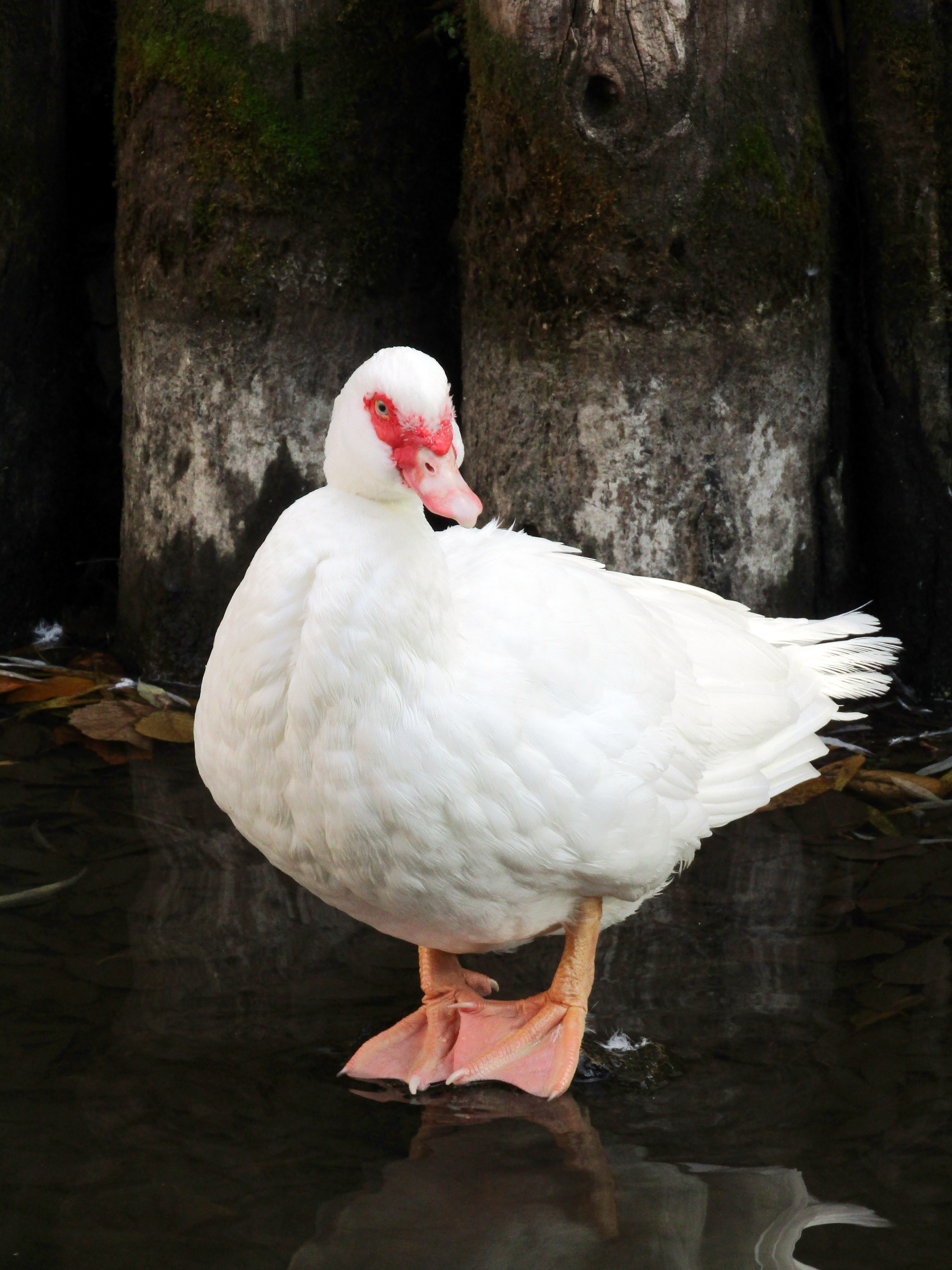
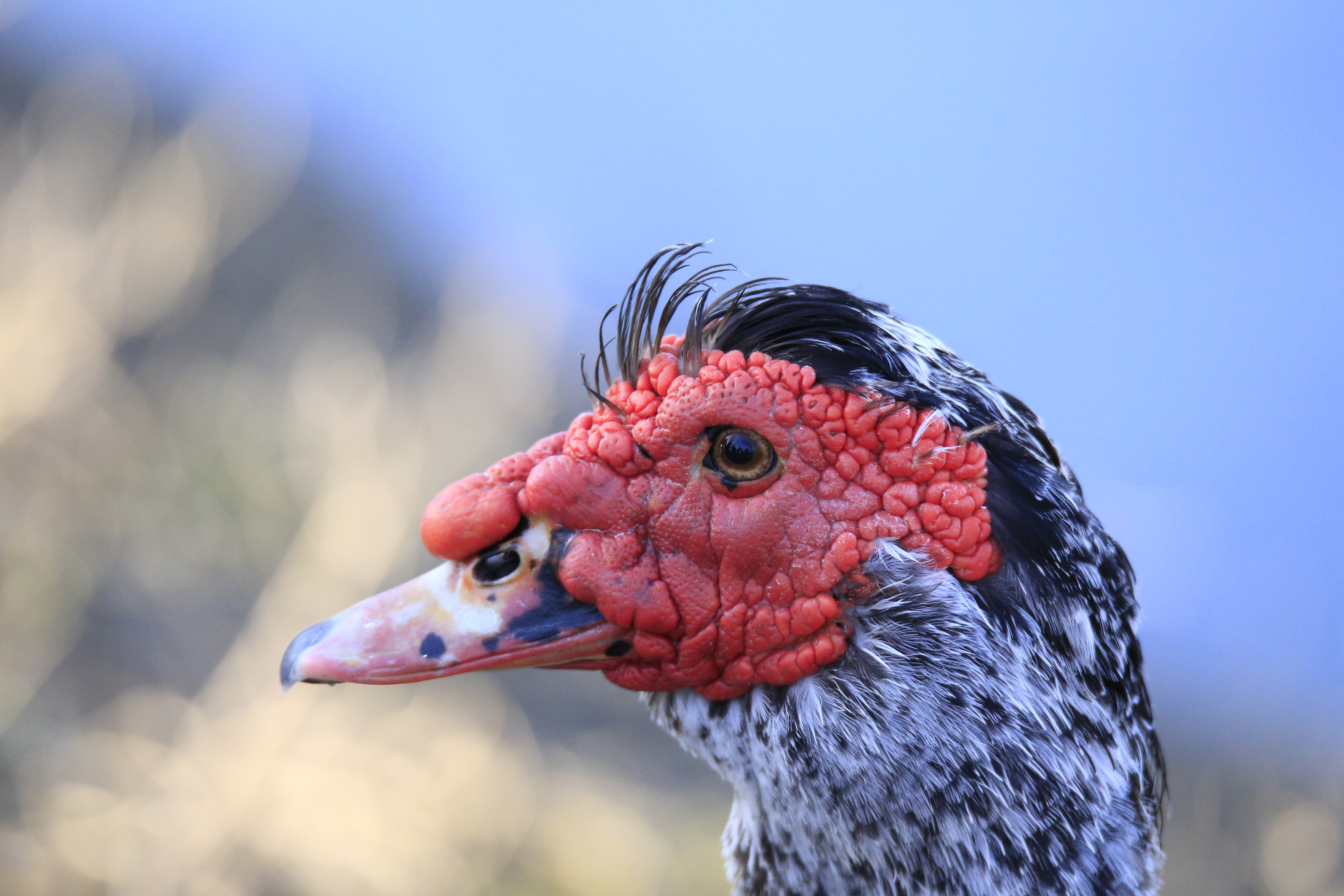